# 성재산성
성재산성은 세종특별자치시 부강면 행산리 산64 일원에 있는 산성이다. 2014년 9월 30일 세종특별자치시의 향토문화유산 제56호로 지정되었다.

## 개요
성재산성은 세종특별자치시 부강면 행산리와 갈산리의 경계에 있는 산의 정상부(해발 103m)에 돌을 쌓아 만든 성이다.
성재산성은 복두산성(幞頭山城, 세종특별자치시 향토문화유산 제57호)이 자리하고 있는 세종특별자치시 부강면 문곡리 복두산(해발 281m)에서 서쪽으로 내려가는 능선의 끝에 위치하고 있으며, 두 성사이의 거리는 약 1.1km이다. 약 1.7km 남서쪽에는 세종특별자치시 향토문화유산 제55호인 테뫼산성이 해발 61m 구릉의 정상부에 세워져 있다.
성재산성은 북동-남서 방향의 능선을 따라 평평한 정상부를 약 270m 길이의 성벽으로 감싸고 있는 형태이다. 성벽으로부터 약 20m 아래에 성외(城外) 평탄부(平坦剖)가 길이 약 190m, 폭 3∼4m로 정상부의 성을 감싸듯이 둘러져 있어 성의 외곽(外廓)처럼 보인다. 현재 성재산성은 군사시설이 들어선 남쪽과 등산로로 이용되는 북쪽 등으로 인해 성벽의 본래 형태를 볼 수 있는 곳이 거의 남아있지 않으며, 문(門)이 있던 자리나 우물터도 보이지 않는다.
성재산성 내부와 인근에서 백제의 토기 조각들이 많이 발견됨에 따라 성을 쌓고 사용하던 시기를 짐작하게 한다.